# Actinodaphne salicina
Actinodaphne salicina es una especie de planta de la familia Lauraceae, orden Laurales, descrita por Meisn. Crece principalmente en el bioma tropical húmedo.
Es una planta de tamaño medio, con ramas relativamente delgadas. Sus hojas miden aproximadamente 8,5x2,5 cm, atenuadas desde la base y membranosas. Pecíolo de hasta 6 mm de longitud.

## Distribución
Especie nativa de Asia: India.